# Hermies
Hermies est une commune française située dans le département du Pas-de-Calais en région Hauts-de-France. Ses habitants de la commune sont appelés les Herminois.
La commune fait partie de la communauté de communes du Sud-Artois qui regroupe 64 communes et compte 27 059 habitants en 2021.

## Géographie

### Localisation
Localisée dans le sud-est du département du Pas-de-Calais et limitrophe du département du Nord, Hermies est une commune traversée par le canal du Nord et située, à vol d'oiseau, à 13 km à l'est de la commune de Bapaume, à 15 km au sud-ouest de la commune de Cambrai et à 27 km au sud-est de la commune d’Arras (chef-lieu d'arrondissement et préfecture du Pas-de-Calais).
Le territoire de la commune est limitrophe de ceux de six communes, dont deux, Boursies et Doignies, dans le département du Nord.
Les communes limitrophes sont  Beaumetz-lès-Cambrai, Bertincourt, Boursies, Doignies, Havrincourt et Ruyaulcourt.

### Géologie et relief
La superficie de la commune est de 13,05 km2 ; son altitude varie de 77  à   127 m.

### Hydrographie
Le territoire de la commune, situé dans le bassin Artois-Picardie, est traversé par le canal du Nord, canal ou chenal navigable de 75,56 km, qui prend sa source dans la commune de Rouy-le-Grand et se jette dans la Somme Canalisée au niveau de la commune de Biaches.

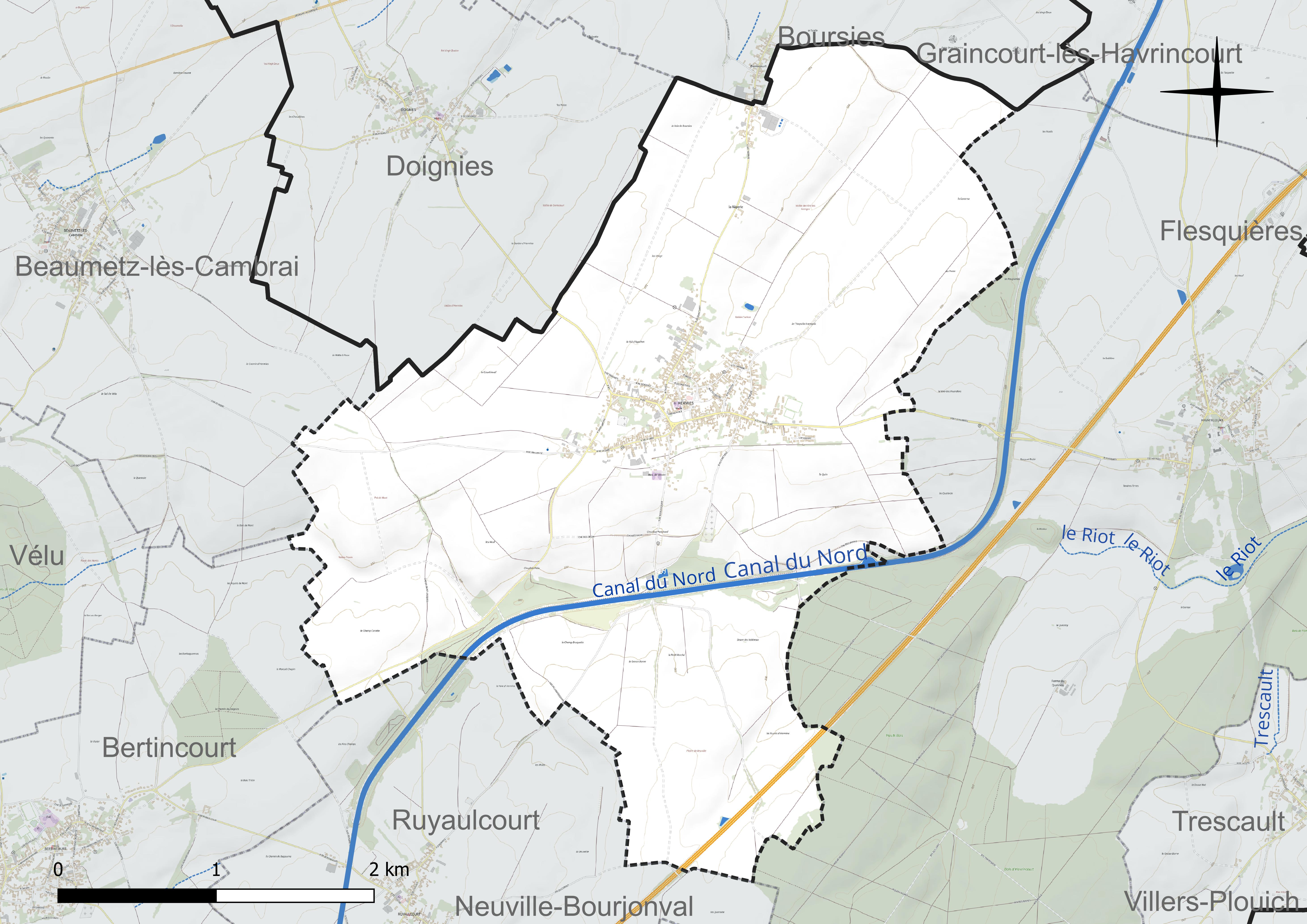
Réseau hydrographique d'Hermies.

### Climat
Pour des articles plus généraux, voir Climat des Hauts-de-France et Climat du Pas-de-Calais.
En 2010, le climat de la commune est de type climat océanique dégradé des plaines du Centre et du Nord, selon une étude du CNRS s'appuyant sur une série de données couvrant la période 1971-2000. En 2020, Météo-France publie une typologie des climats de la France métropolitaine dans laquelle la commune est exposée à un climat océanique et est dans la région climatique  Nord-est du bassin Parisien, caractérisée par un ensoleillement médiocre, une pluviométrie moyenne régulièrement répartie au cours de l’année et un hiver froid (3 °C). 
Pour la période 1971-2000, la température annuelle moyenne est de 10 °C, avec une amplitude thermique annuelle de 14,5 °C. Le cumul annuel moyen de précipitations est de 727 mm, avec 11,5 jours de précipitations en janvier et 8,9 jours en juillet. Pour la période 1991-2020, la température moyenne annuelle observée sur la station météorologique la plus proche, située sur la commune d'Épehy à 13 km à vol d'oiseau, est de 10,6 °C et le cumul annuel moyen de précipitations est de 752,8 mm,. Pour l'avenir, les paramètres climatiques de la commune estimés pour 2050 selon différents scénarios d'émission de gaz à effet de serre sont consultables sur un site dédié publié par Météo-France en novembre 2022.

### Paysages
Pour un article plus général, voir Paysage en France.
La commune est située dans le paysage régional des grands plateaux artésiens et cambrésiens tel que défini dans l’atlas des paysages de la région Nord-Pas-de-Calais, conçu par la direction régionale de l'Environnement, de l'Aménagement et du Logement (DREAL),. Ce paysage régional, qui concerne 238 communes, est dominé par les « grandes cultures » de céréales et de betteraves industrielles qui représentent 70 % de la surface agricole utilisée (SAU).

### Milieux naturels et biodiversité

#### Zone naturelle d'intérêt écologique, faunistique et floristique
L’inventaire des zones naturelles d'intérêt écologique, faunistique et floristique (ZNIEFF) a pour objectif de réaliser une couverture des zones les plus intéressantes sur le plan écologique, essentiellement dans la perspective d’améliorer la connaissance du patrimoine naturel national et de fournir aux différents décideurs un outil d’aide à la prise en compte de l’environnement dans l’aménagement du territoire.
Le territoire communal comprend une ZNIEFF de type 1 : le bois d'Havrincourt, d’une superficie de 2 406 ha et d'une altitude variant de 68  à   132 mètres. C’est la zone boisée la plus vaste du Cambrésis essentiellement occupé par de grandes cultures.

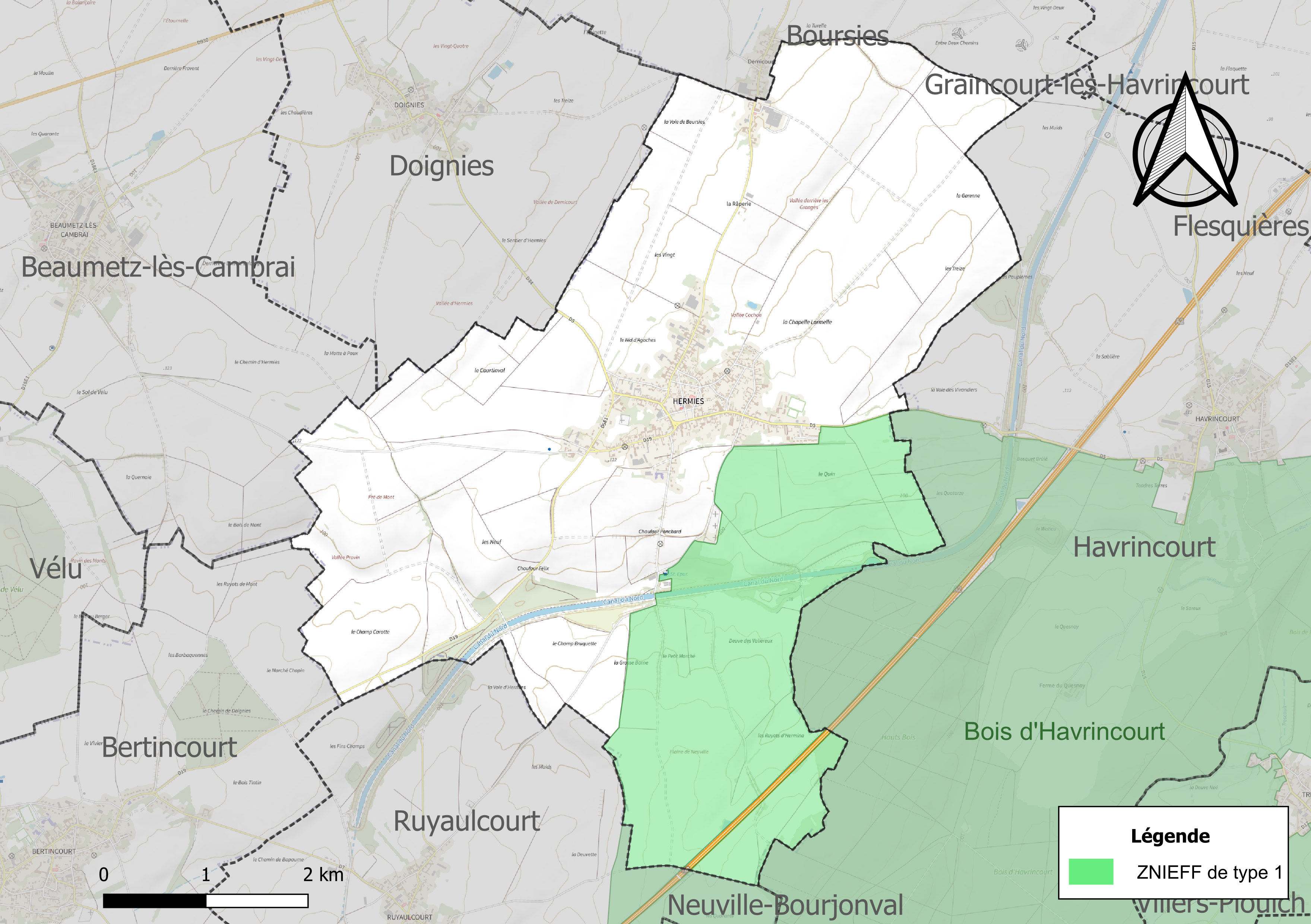
Carte de la ZNIEFF sur la commune.

#### Espèces faunistiques et floristiques
L’Inventaire national du patrimoine naturel (INPN) recense plusieurs espèces faunistiques et floristiques sur le territoire de la commune dont certaines sont protégées et d’autres menacées et quasi-menacées.

## Urbanisme

### Typologie
Au 1er janvier 2024, Hermies est catégorisée bourg rural, selon la nouvelle grille communale de densité à sept niveaux définie par l'Insee en 2022.
Elle est située hors unité urbaine et hors attraction des villes,.

### Occupation des sols
L'occupation des sols de la commune, telle qu'elle ressort de la base de données européenne d’occupation biophysique des sols Corine Land Cover (CLC), est marquée par l'importance des territoires agricoles (92,2 % en 2018), une proportion sensiblement équivalente à celle de 1990 (92,7 %). La répartition détaillée en 2018 est la suivante : 
terres arables (92,2 %), zones urbanisées (7,2 %), forêts (0,6 %). L'évolution de l’occupation des sols de la commune et de ses infrastructures peut être observée sur les différentes représentations cartographiques du territoire : la carte de Cassini (XVIIIe siècle), la carte d'état-major (1820-1866) et les cartes ou photos aériennes de l'IGN pour la période actuelle (1950 à aujourd'hui).

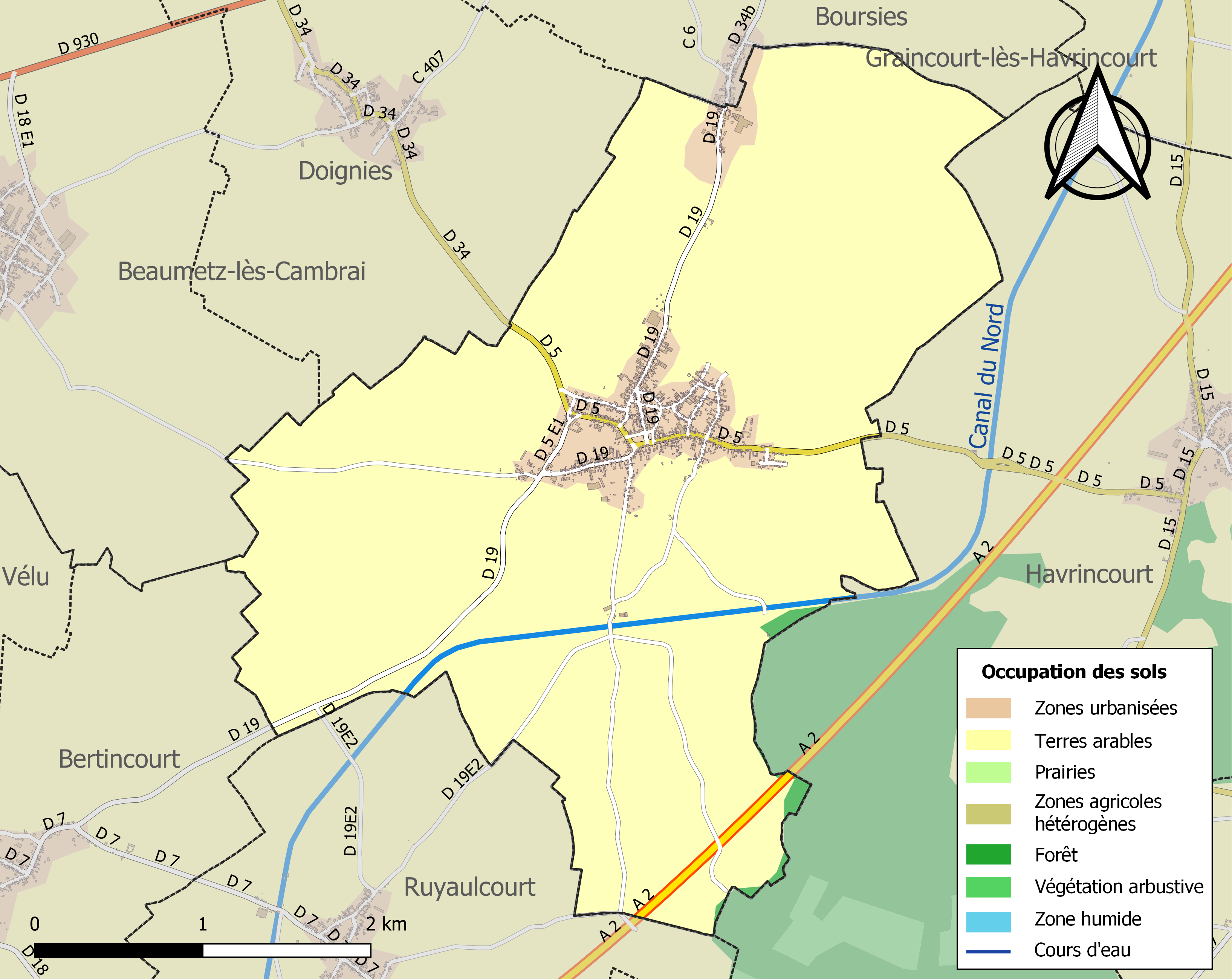
Carte des infrastructures et de l'occupation des sols de la commune en 2018 (CLC).

### Voies de communication et transports

#### Transports
La commune était située sur la ligne de chemin de fer d'Achiet à Bapaume et Marcoing, une ancienne ligne de chemin de fer secondaire qui reliait, entre 1871 et 1969, Achiet-le-Grand dans le département du Pas de Calais à Marcoing dans le département du Nord.
Le canal Seine-Nord Europe (CSNE), reliant l'agglomération parisienne avec le réseau fluvial du Nord de la France et du Benelux et dont l'ouverture est prévue en 2030, traverse le territoire de la commune.

## Toponymie
Le nom de la localité est attesté sous les formes Hermis (1096) ; Harmies (1148) ; Harmiez (XIIIe siècle) ; Herremies (1375) ; Hermies (1379) ; Ermy (1430) ; Harmyes (1520) ; Harmy (1588) ; Hermy (1720).

## Histoire
Les préhistoriens ont trouvé sur la commune un atelier de débitage Levallois intact (au sein des lœss de la période de glaciation vistulienne).

### Première Guerre mondiale

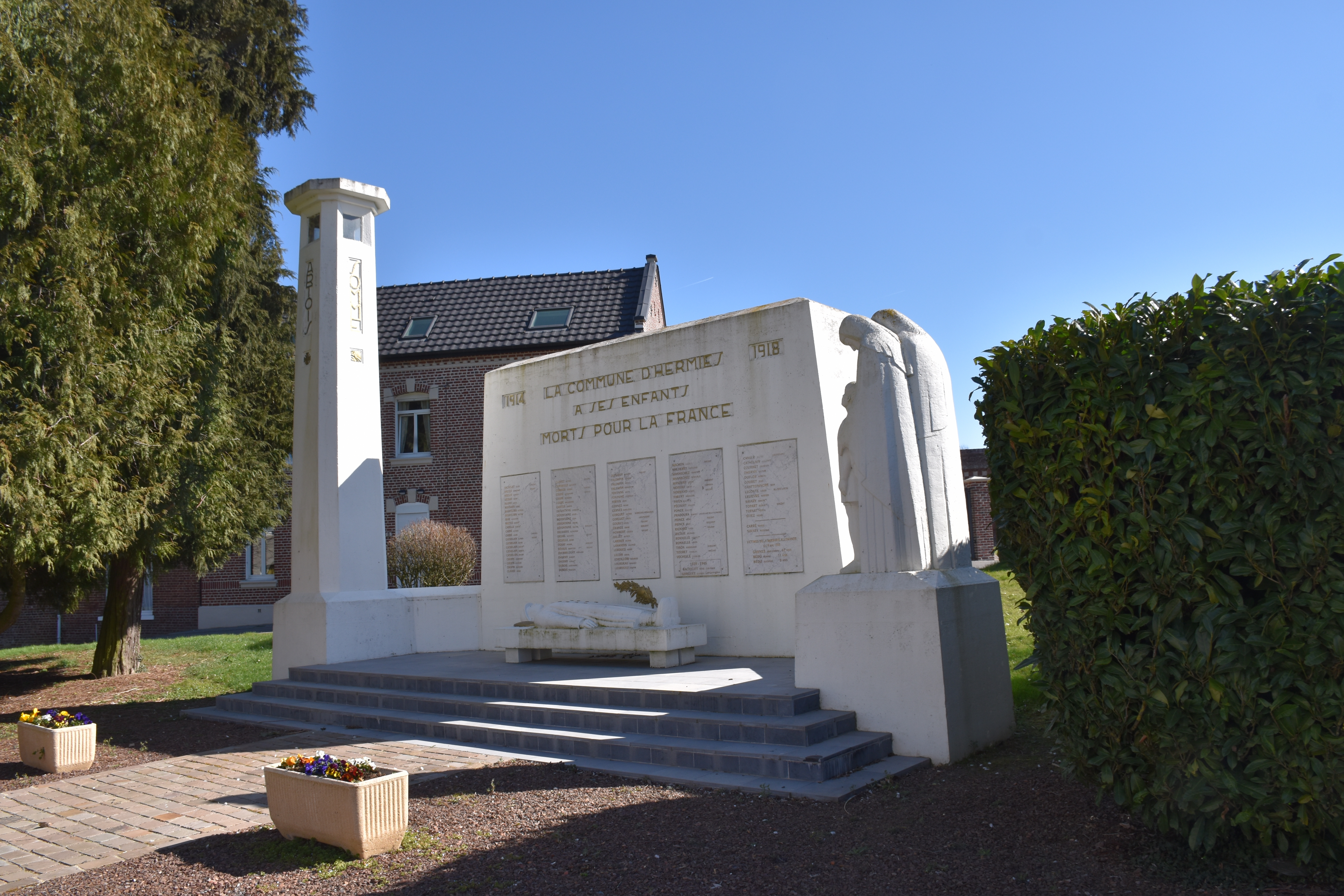
Le monument aux morts.

La commune est décorée de la croix de guerre 1914-1918 par décret du 23 septembre 1920, distinction également attribuée à 276 autres communes du Pas-de-Calais.

## Politique et administration

### Découpage territorial
La commune se trouve dans l'arrondissement d'Arras du département du Pas-de-Calais.

#### Commune et intercommunalités
La commune est membre de la communauté de communes du Sud-Artois.

#### Circonscriptions administratives
La commune est rattachée au canton de Bapaume.

#### Circonscriptions électorales
Pour l'élection des députés, la commune fait partie de la première circonscription du Pas-de-Calais.

### Élections municipales et communautaires

#### Liste des maires

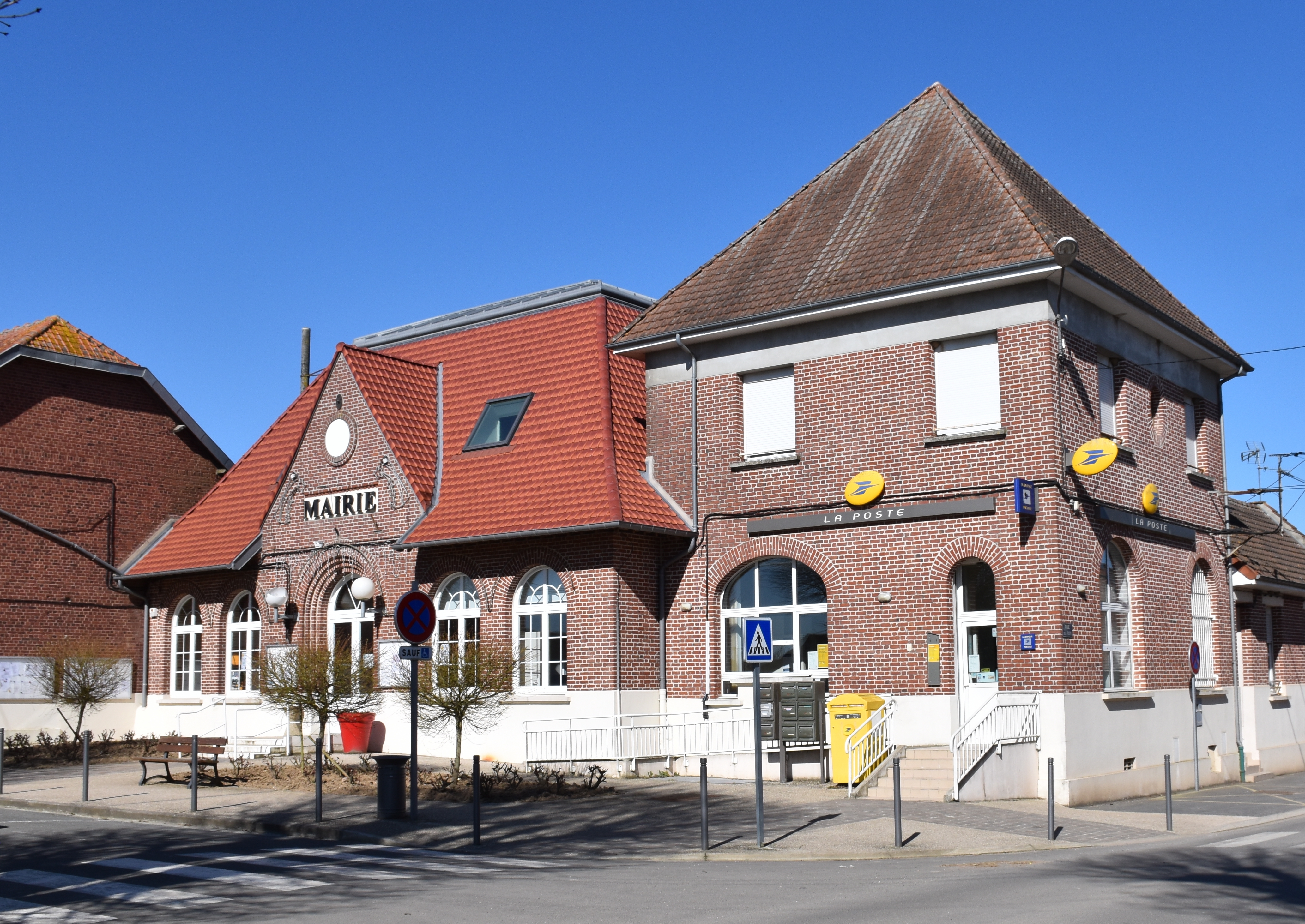
La mairie.

| Période                                  | Période                    | Identité                 | Étiquette | Qualité                                                 |
| ---------------------------------------- | -------------------------- | ------------------------ | --------- | ------------------------------------------------------- |
| Les données manquantes sont à compléter. |                            |                          |           |                                                         |
| avant 1995                               | ?                          | Pierre Boulin            |           |                                                         |
| mars 2001                                | 2008                       | Jean-Claude Hoquet       | DVD       | Conseiller général du canton de Bertincourt (1999-2015) |
| mars 2008                                | 2014                       | Marie-Françoise Nawrocki | DVG       |                                                         |
| 2014,                                    | 2020                       | Jacques Capelle          |           | Assureur retraité                                       |
| mai 2020                                 | En cours (au 23 mars 2022) | Françoise Leturcq        |           | Ancienne profession intermédiaire,                      |

## Population et société

### Démographie
Les habitants de la commune sont appelés les Herminois et leur nom j'té est Fournions.

#### Évolution démographique
L'évolution du nombre d'habitants est connue à travers les recensements de la population effectués dans la commune depuis 1793. Pour les communes de moins de 10 000 habitants, une enquête de recensement portant sur toute la population est réalisée tous les cinq ans, les populations de référence des années intermédiaires étant quant à elles estimées par interpolation ou extrapolation. Pour la commune, le premier recensement exhaustif entrant dans le cadre du nouveau dispositif a été réalisé en 2006.

En 2022, la commune comptait 1 076 habitants, en évolution de −9,12 % par rapport à 2016 (Pas-de-Calais : −0,72 %, France hors Mayotte : +2,11 %).
| 1793  | 1800  | 1806  | 1821  | 1831  | 1836  | 1841  | 1846  | 1851  |
| ----- | ----- | ----- | ----- | ----- | ----- | ----- | ----- | ----- |
| 1 609 | 1 697 | 1 644 | 1 953 | 2 201 | 2 207 | 2 301 | 2 377 | 2 341 |

| 1856  | 1861  | 1866  | 1872  | 1876  | 1881  | 1886  | 1891  | 1896  |
| ----- | ----- | ----- | ----- | ----- | ----- | ----- | ----- | ----- |
| 2 378 | 2 518 | 2 540 | 2 517 | 2 540 | 2 618 | 2 623 | 2 586 | 2 530 |

| 1901  | 1906  | 1911  | 1921  | 1926  | 1931  | 1936  | 1946  | 1954  |
| ----- | ----- | ----- | ----- | ----- | ----- | ----- | ----- | ----- |
| 2 403 | 2 340 | 2 386 | 1 373 | 1 562 | 1 429 | 1 345 | 1 306 | 1 293 |

| 1962  | 1968  | 1975  | 1982  | 1990  | 1999  | 2006  | 2011  | 2016  |
| ----- | ----- | ----- | ----- | ----- | ----- | ----- | ----- | ----- |
| 1 360 | 1 287 | 1 263 | 1 189 | 1 138 | 1 130 | 1 150 | 1 189 | 1 184 |

| 2021  | 2022  | - | - | - | - | - | - | - |
| ----- | ----- | - | - | - | - | - | - | - |
| 1 117 | 1 076 | - | - | - | - | - | - | - |

#### Pyramide des âges
En 2018, le taux de personnes d'un âge inférieur à 30 ans s'élève à 34,2 %, soit en dessous de la moyenne départementale (36,7 %). À l'inverse, le taux de personnes d'âge supérieur à 60 ans est de 29,1 % la même année, alors qu'il est de 24,9 % au niveau départemental.
En 2018, la commune comptait 583 hommes pour 621 femmes, soit un taux de 51,58 % de femmes, légèrement supérieur au taux départemental (51,50 %).
Les pyramides des âges de la commune et du département s'établissent comme suit.
| Hommes | Classe d’âge | Femmes |
| ------ | ------------ | ------ |
| 0,4    | 90 ou +      | 2,2    |
| 9,3    | 75-89 ans    | 15,3   |
| 14,6   | 60-74 ans    | 16,1   |
| 23,4   | 45-59 ans    | 17,9   |
| 16,5   | 30-44 ans    | 16,0   |
| 18,9   | 15-29 ans    | 14,8   |
| 16,9   | 0-14 ans     | 17,8   |

| Hommes | Classe d’âge | Femmes |
| ------ | ------------ | ------ |
| 0,5    | 90 ou +      | 1,6    |
| 5,6    | 75-89 ans    | 8,9    |
| 16,7   | 60-74 ans    | 18,1   |
| 20,2   | 45-59 ans    | 19,2   |
| 18,9   | 30-44 ans    | 18,1   |
| 18,2   | 15-29 ans    | 16,2   |
| 19,9   | 0-14 ans     | 17,9   |

## Culture locale et patrimoine

### Lieux et monuments
- L'église Notre-Dame[37].

Construite au XIXe siècle, l'ancienne église d'Hermies, qui possédait un énorme clocher-tour en pierre, est détruite lors des combats de 1917. Elle est reconstruite dans les années 1920 par les architectes Paul Decaux et Étienne Crevel. Lors des visites guidées de l'église, il est raconté que « le 31 mai 1963, lors de la fête du Saint-Sacrement, un orage éclata et, touchée par la foudre, la tête de la statue de la Vierge s'abattit près des paroissiens sans faire de blessés. La tête est exposée maintenant dans l'église. »

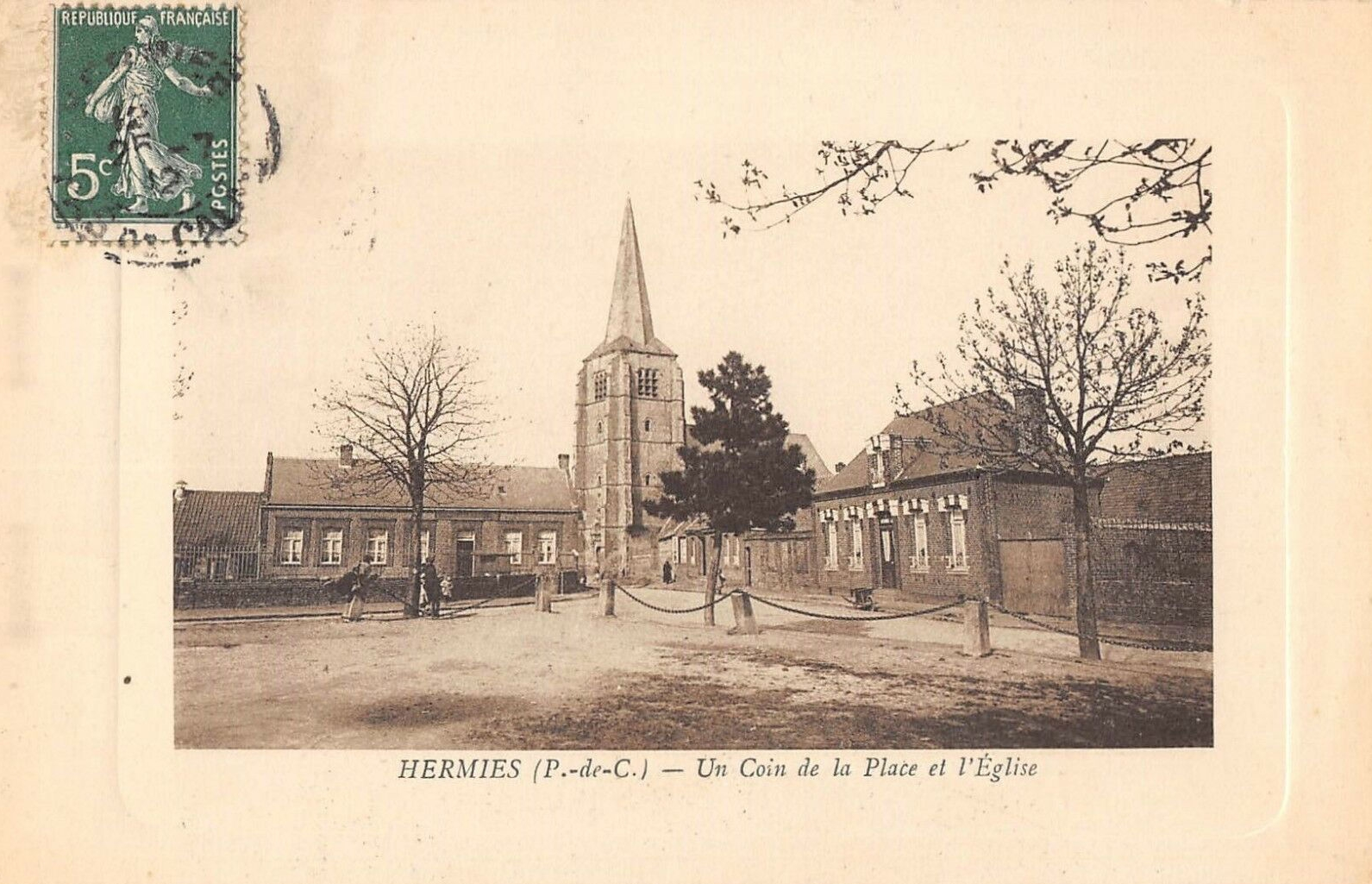
L'ancienne église d'Hermies détruite en 1917.
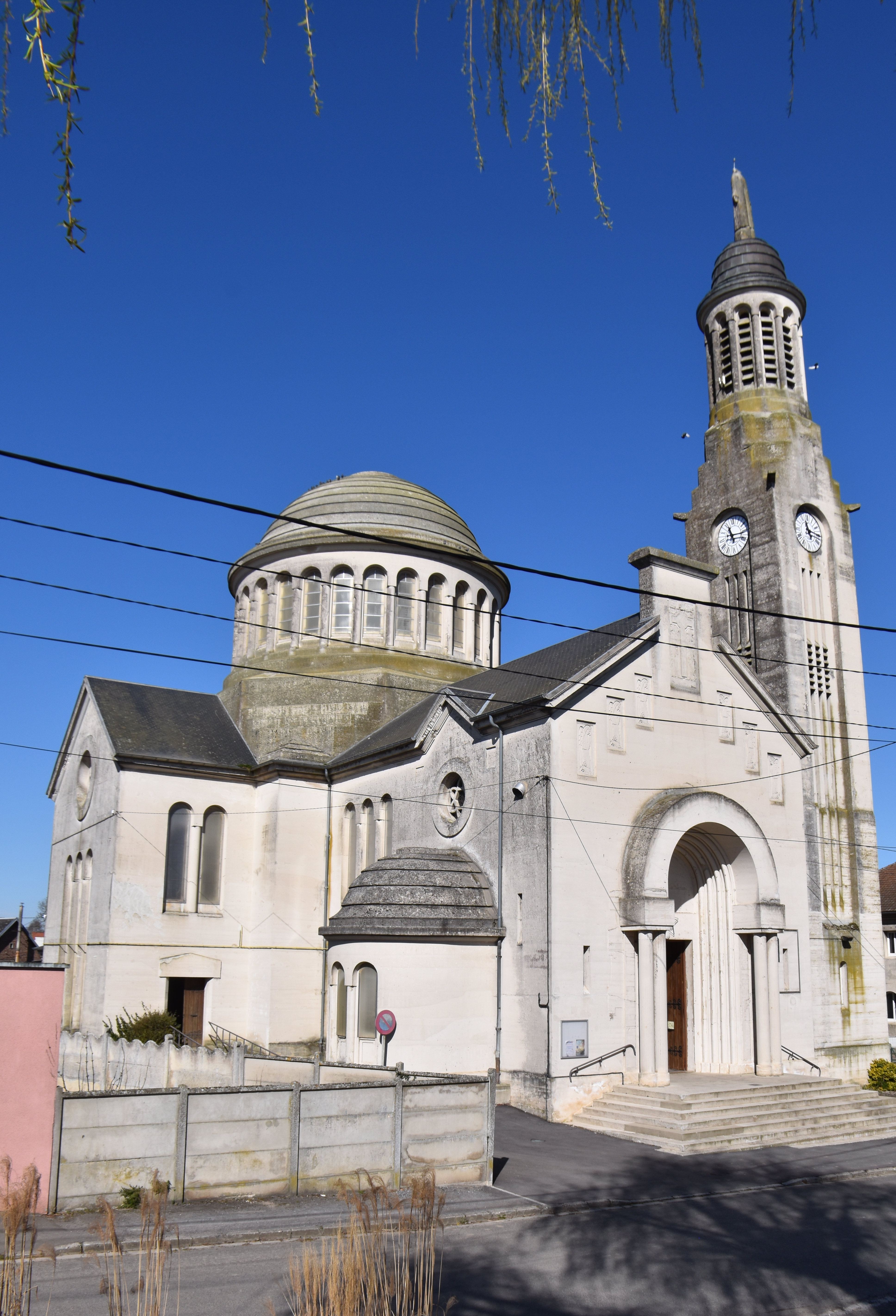
L'église Notre-Dame reconstruite dans les années 1920.
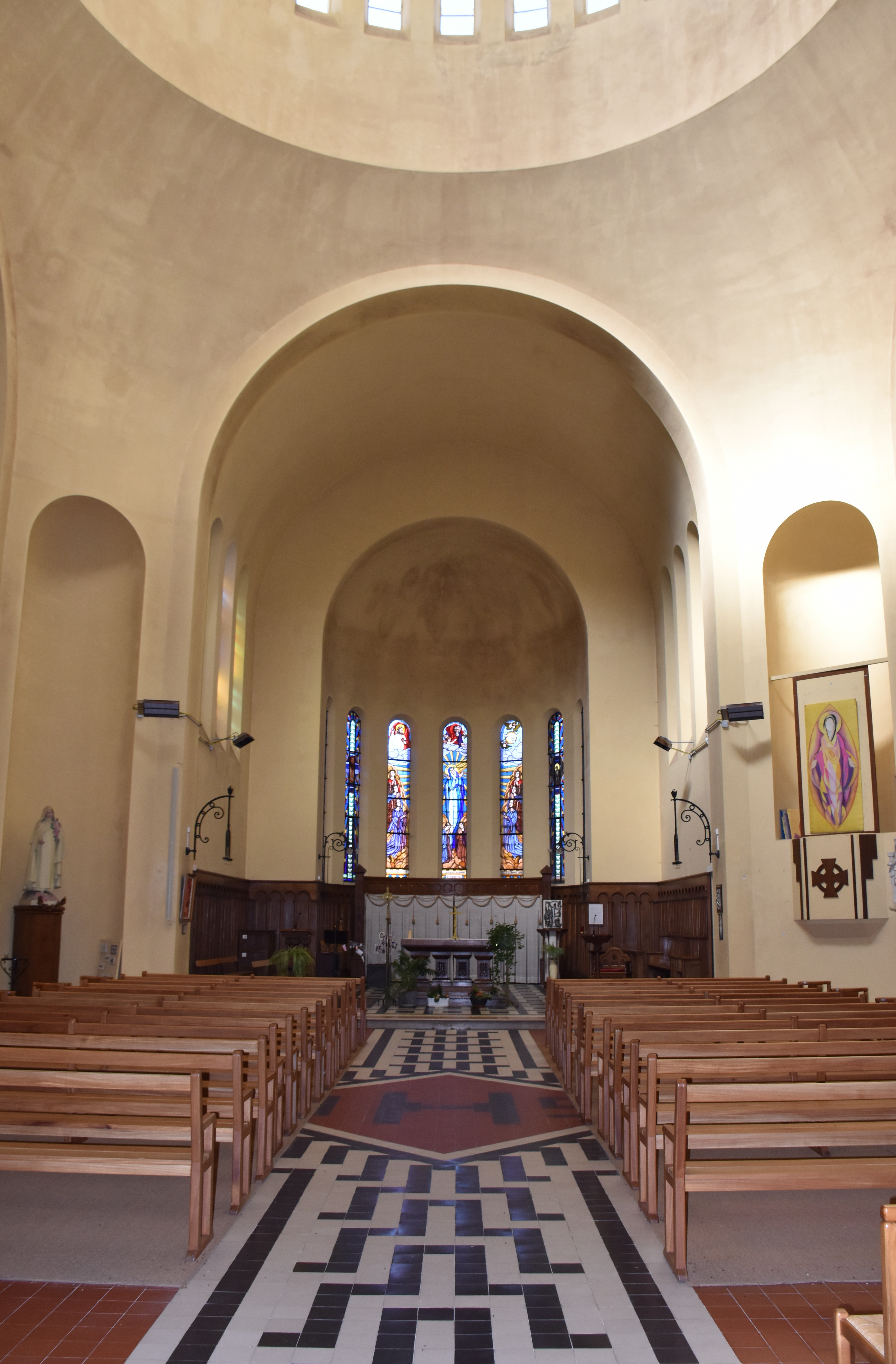
La nef.
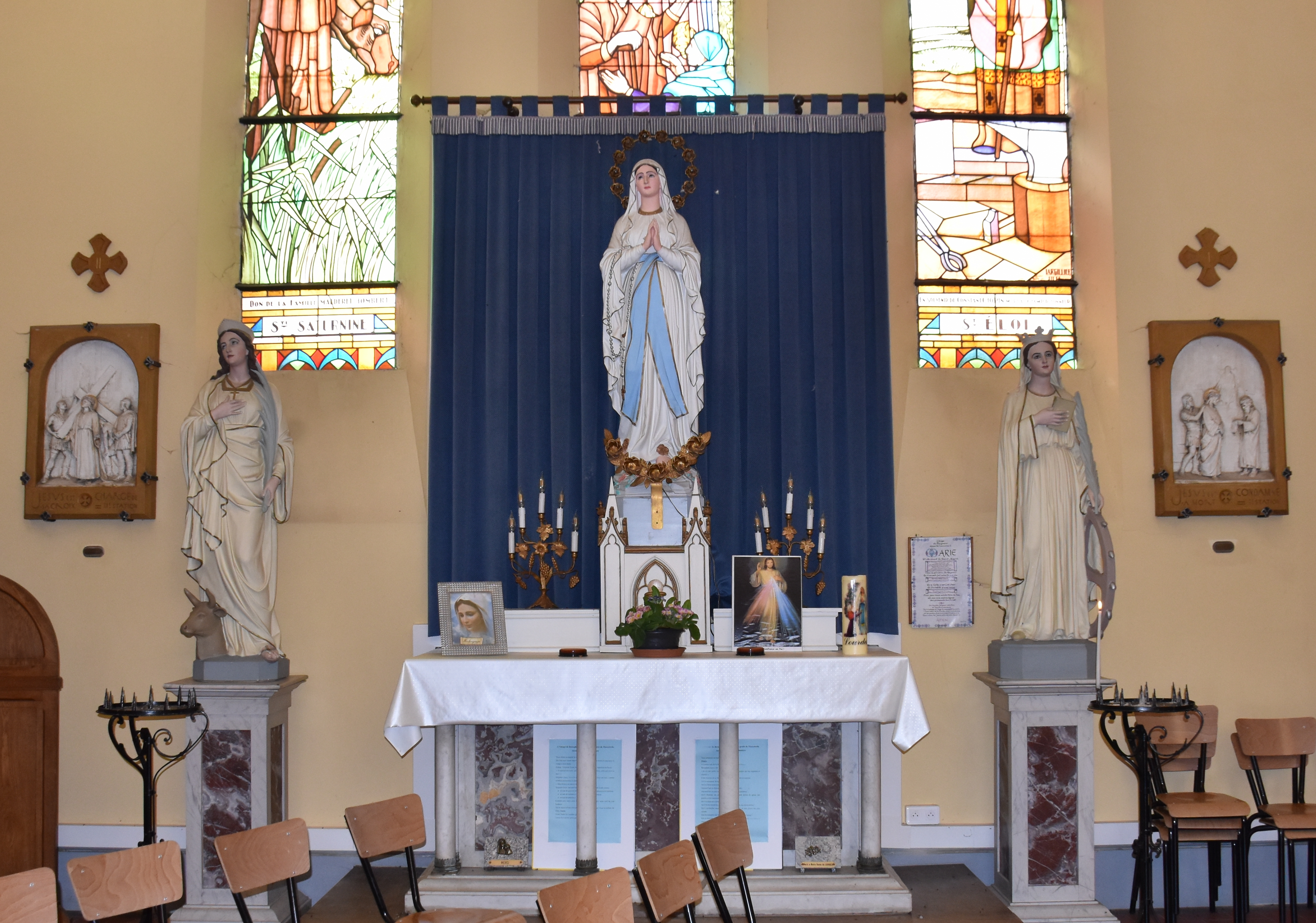
L'autel de la Vierge.
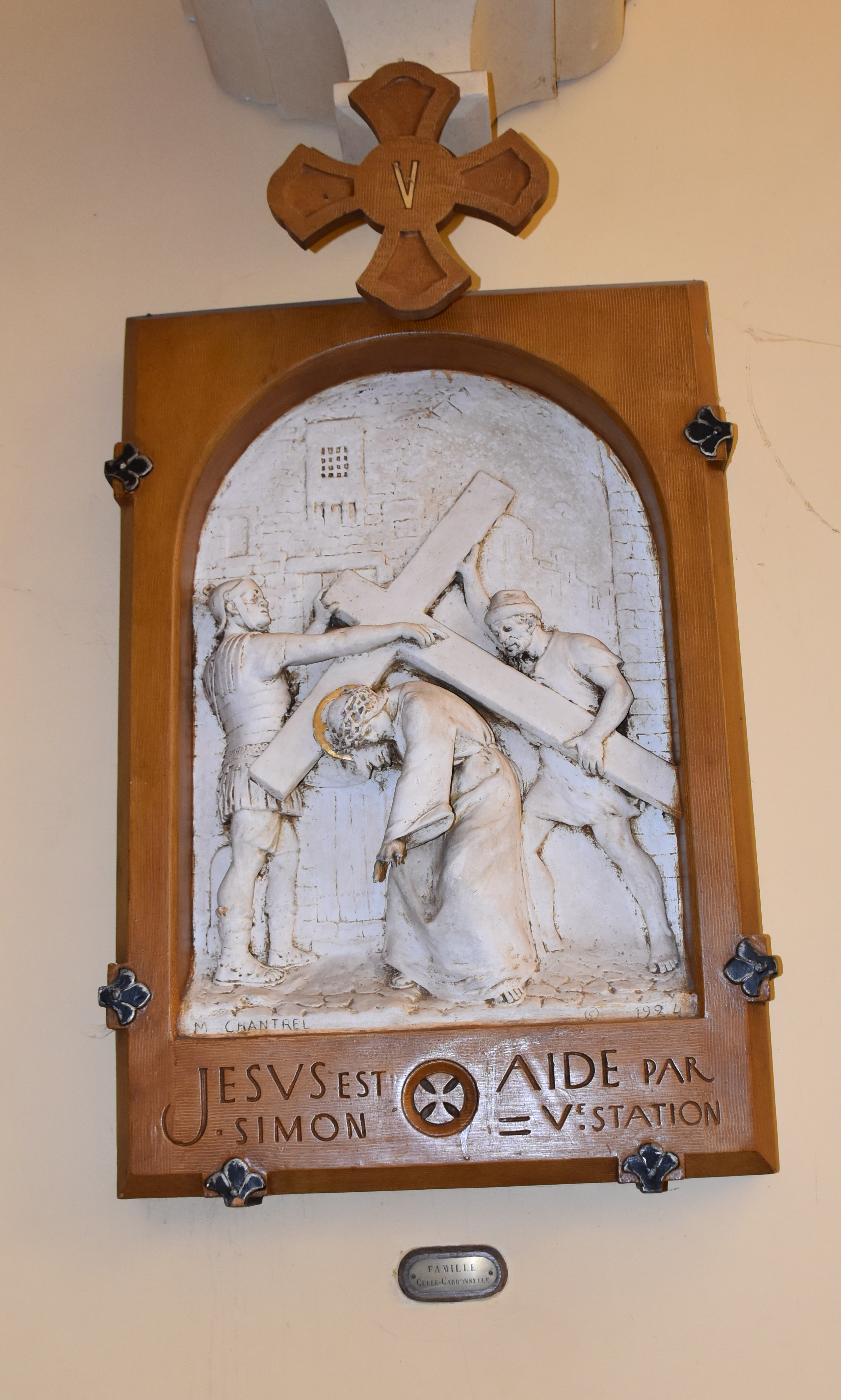
Chemin de croix - 5e station.
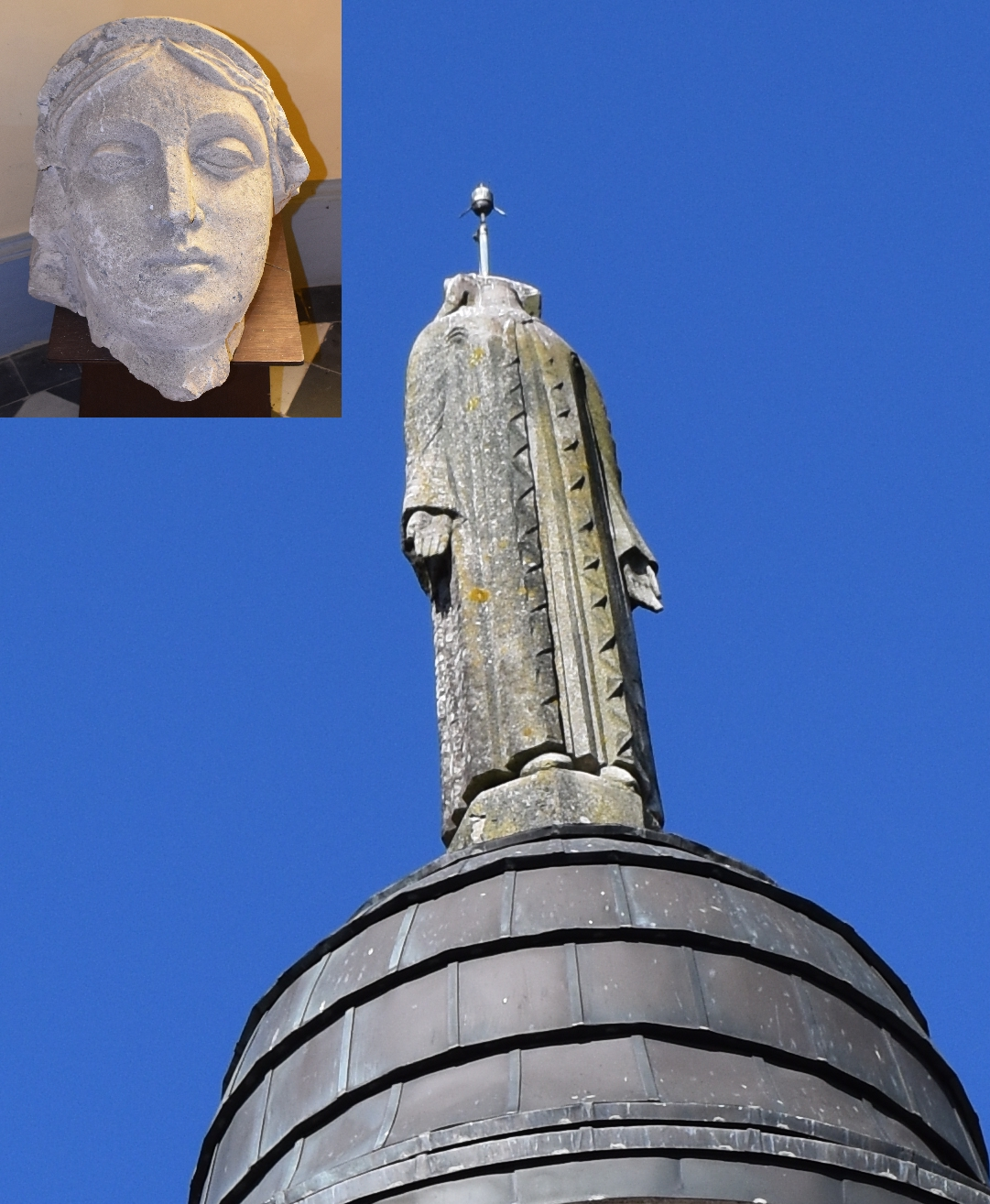
La Vierge décapitée.

- Le monument aux morts[39].
- Les souterrains[40].

### Héraldique
|  | Les armes de la ville se blasonnent ainsi : De sinople au vol abaissé d'argent |

## Pour approfondir